# Undskyld vi roder
Undskyld vi roder er en dansk satirisk podcast om tilblivelsen af den fiktive landsdækkende radiostation R8dio. I podcasten spiller komiker Kasper Nielsen rollen som radiodirektør Klavs Bundgaard, mens komiker Brian Lykke spiller rollen som programchef Allan Sindberg aka Smørstemmen fra Ikast.
Podcasten er blevet beskrevet som en krydsning mellem den britiske mockumentary The Office og den danske radiosatire Den Korte Radioavis.

## Baggrund
I 2019 fik Radio24syvs kanalchefer Mikael Bertelsen og Mads Brügger idéen til et satireprogram i kølvandet på, at radiostationens sendetilladelse blev overdraget til Radio 4.
Programmet skulle være et dagligt satireprogram om tilblivelsen af den fiktive radiostation R8dio med Kasper Nielsen og Brian Lykke i hovedrollerne. Radiostationen Radio Loud vandt imidlertid udbuddet foran Radio24syv, som dermed lukkede endeligt. I 2020 besluttede Nielsen og Lykke alligevel at realisere konceptet i form af podcasten Undskyld vi roder. Podcasten begyndte som en parodi på Radio Loud og det politiske forløb, der ultimativt førte til Radio24syvs endeligt. Podcasten havde omtrent 100.000 downloads i uge 6 af 2021, hvilket er flere downloads end Radio Louds 86 podcasts havde tilsammen i samme periode.

## Podcastens univers

### Centrale karakterer
Se Karakterer i Undskyld vi roder for det fulde persongalleri
| Navn               | Spilles af              | Beskrivelse                                                                           |
| ------------------ | ----------------------- | ------------------------------------------------------------------------------------- |
| Klavs Bundgaard    | Kasper Nielsen          | Radiodirektør for R8dio                                                               |
| Allan Sindberg     | Brian Lykke             | Programchef på R8dio og vært på programmerne Morgensutterne og Deutschland Über Alles |
| Rasmus Bruun       | Rasmus Bruun            | Nyhedschef på R8dio                                                                   |
| Rune Ingemann      | Jakob Schnohr Ingversen | Teknisk chef og sikkerhedsansvarlig på R8dio                                          |
| Mikael Bertelsen   | Mikael Bertelsen        | Medejer af og bestyrelsesformand for R8dio                                            |
| Michael Voss       | Kasper Gross            | IT-chef på R8dio                                                                      |
| Per Madsen         | Anders Brink Madsen     | Vært på programmerne Her Vogter Jeg og Deutschland Über Alles på R8dio                |
| Amalie             | Eva Jin                 | Vært på programmet Proud på R8dio                                                     |
| Randi Hansen       | Christine Exner         | Vært på programmet Min Mis på R8dio                                                   |
| Jonna Lukovic      | Anne Sofie Espersen     | Kantinebestyrer i Kultur- og multihuset Stjernen                                      |
| John Frederiksen   | René Riis               | Entreprenør, bykonge og medejer af Skuldborg Bryghus                                  |
| Reinhard Weibhauer | Frederik Cilius         | Brygmester hos Skuldborg Bryghus                                                      |

### Programmer på R8dio
- Morgensutterne
- Her Vogter Jeg
- Lær Klokken Med Goodiepal
- "I Norge er der også en dag"
- Heino og Ketchupeffekten
- Deutschland Über Alles
- Min Mis
- Gang i gågaden
- Proud
- Tilbudsr8dioavisen
- Coldstart
- Mos og marker
- En historisk bytur
- Trafik du den
- Besat af krigen
- Persona Non Grata
- Lyt & Ler
- Humphrey
- I Seng med R8dio
- Den Korte R8dioavis
- Klunketid
- Fissefornemmelser

## Modtagelse

### Lyttertal
Podcasten havde omtrent 100.000 downloads i uge 6 af 2021. Pr. december 2022 havde R8dios programflade ifølge deres egen hjemmeside 170.000 månedlige unikke lyttere og 500.000 månedlige downloads.

### Priser
Podcasten modtog prisen for Årets Satire ved Prix Audio 2020 og Prix Audio 2021.